# Nikolaus H. Schües
Nikolaus Hans Schües (* 11. Dezember 1965 in Hamburg) ist ein deutscher Reeder.

## Leben
Der Sohn des deutschen Reeders Nikolaus W. Schües  absolvierte nach Schulbesuch und Abitur 1985 und einer Lehre zum Schifffahrtskaufmann 1987 einen Bachelor of Economics an der University of Buckingham (England) und einen MBA am Instituto de Empresa in Madrid, Spanien.

## Leistungen
1993 trat er in die Dienste der Reederei F. Laeisz, 2004 kaufte er gemeinsam mit seinem Vater Nikolaus W. Schües die 1824 gegründete Firma F. Laeisz. Heute leitet Nikolaus H. Schües unter dem Dach von F. Laeisz mit den Firmen F. Laeisz GmbH, Reederei F. Laeisz GmbH, F. Laeisz Schiffahrtsgesellschaft m.b.H. + Co. KG, F. Laeisz Versicherung AG, Nikolai Assecuranz GmbH, Afrikanische Frucht-Compagnie GmbH, Martini Chartering GmbH, Trailer Lloyd Fahrzeugvermietung GmbH & Co. KG, Hamburgische Seehandlung Gesellschaft für Schiffsbeteiligungen mbH & Co. KG und Hamburgische Energiehandlung GmbH eine moderne Schifffahrts-, Handels-, Versicherungs- und Dienstleistungsgruppe. Die Gruppe beschäftigt weltweit rund 1800 Mitarbeiter an Land und auf See.
Von 2002 bis 2008 war Nikolaus H. Schües Vorsitzender im Schutzverein Deutscher Rheder und ist Verwaltungsratsmitglied im Verband Deutscher Reeder, im Board of Directors des UK P&I Clubs sowie im Executive Board der BIMCO. Daneben gehört Schües einer Reihe von Aufsichtsräten und Beiräten von Firmen sowie ehrenamtlichen Gremien des karitativen und kulturellen Bereichs an.